# Peñalba de Ávila
Peñalba de Ávila és un municipi de la província d'Àvila, a la comunitat autònoma de Castella i Lleó. Limita amb Mingorría, Cardeñosa, Las Berlanas i Monsalupe.

## Demografia
| 1991 | 1996 | 2001 | 2004 |
| ---- | ---- | ---- | ---- |
| 147  | 136  | 126  | 129  |